# 映画前史博物館

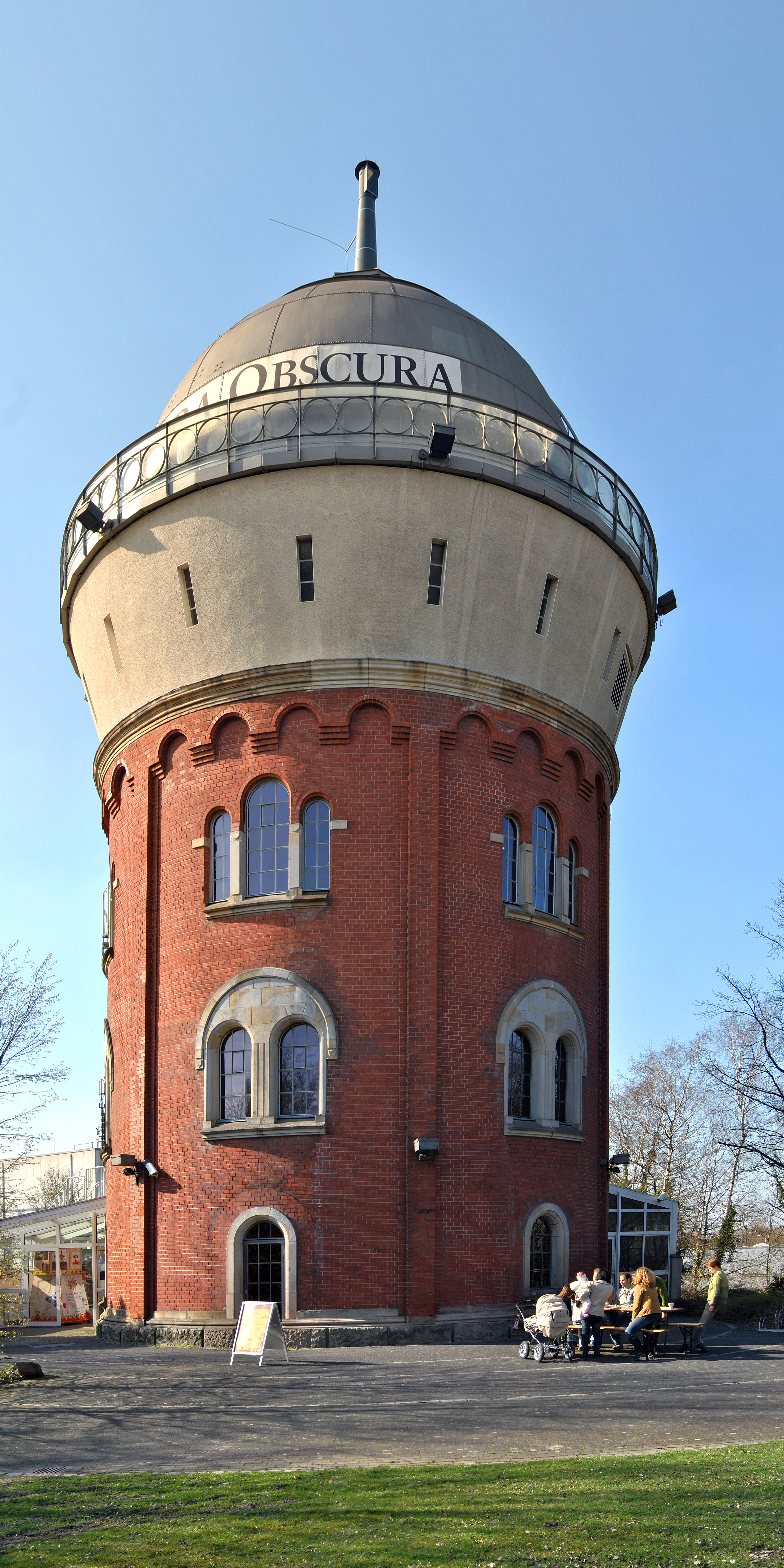
映画前史博物館が入っているかつての給水塔の建物（2011年5月撮影）

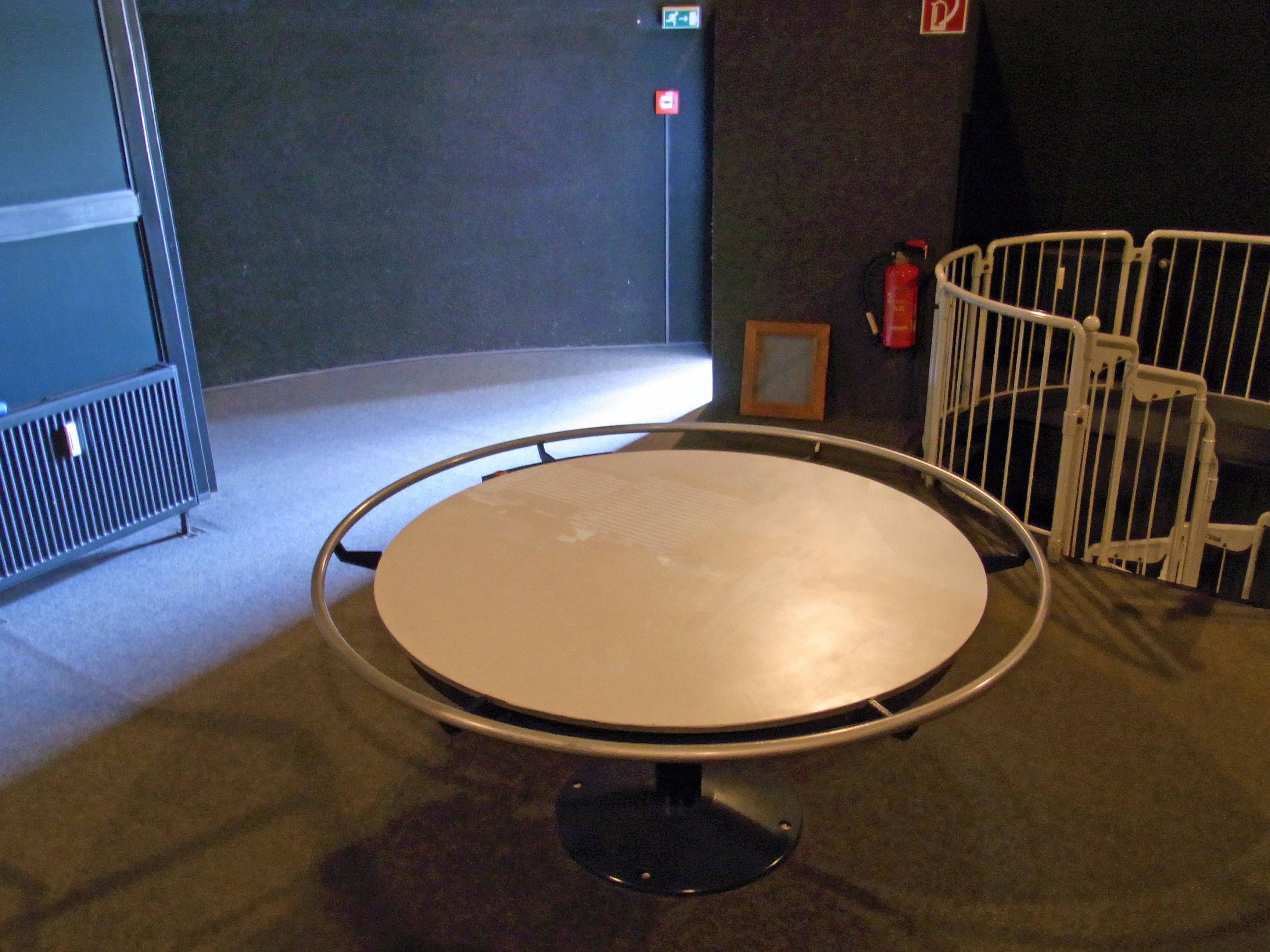
カメラ・オブスクラ内の投影卓：室内が明るい状態

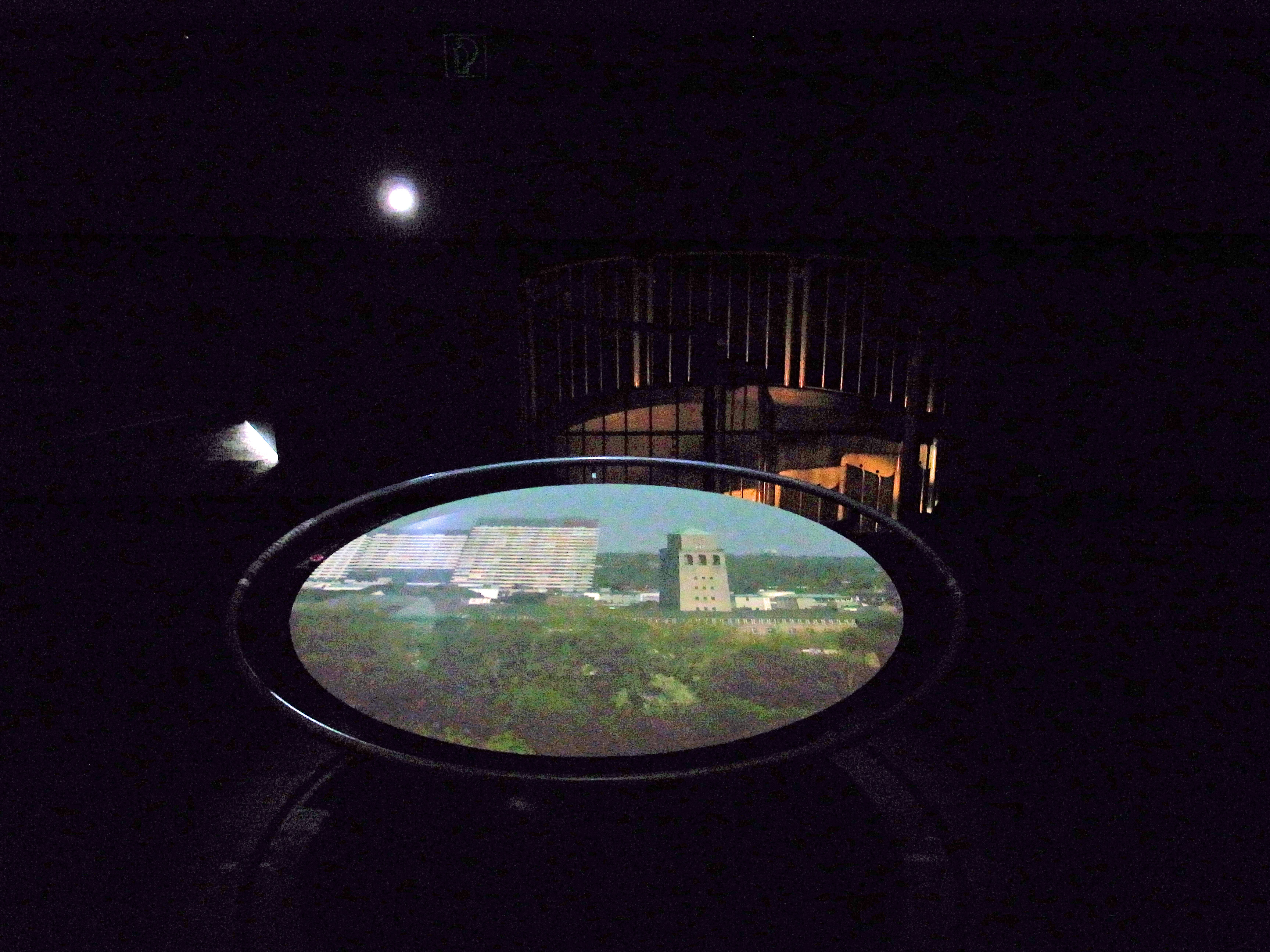
投影卓：投影時

映画前史博物館 (ドイツ語: Museum zur Vorgeschichte des Films) は、映画が発明される以前の動画への取り組みを取り上げた常設展示施設である。世界最大の内部に入ることができるカメラ・オブスクラを備えたこの施設は、ドイツ西部ノルトライン＝ヴェストファーレン州ミュールハイム・アン・デア・ルールのブロイヒ (Broich) 地区にある、高さ38メートルの給水塔だった建物に入っている。このかつての給水塔は、隣接している、かつての扇形庫の跡であるミュールハイム機関車庫 (Ringlokschuppen Mülheim) とともに、産業遺産をめぐる「産業文化の道 (Route der Industriekultur)」の一部となっている。

## カメラ・オブスクラ
この給水塔は、1904年に、ルール渓谷鉄道の一部である下ルール渓谷鉄道 (Untere Ruhrtalbahn) の蒸気機関車を整備していたミュールハイム・シュペルドルフ (Speldorf) 鉄道工場（後の国営鉄道の修理工場）の一部に建てられたものであった。この施設は、1943年の空襲によってほぼ完全に破壊されたが、給水塔は破壊を免れた。
1992年に州園芸展 (Landesgartenschau) MüGa が当地で開催された際に、ヴェルナー・ネケスの発案によって、世界最大の内部に入ることができるカメラ・オブスクラが給水タンクの中に設置された。イエナのカール・ツァイス社が技術面を支援し、25万ユーロの費用は全額が寄付金によってまかなわれた。
このカメラ・オブスクラは、全周360度のパノラマ展望によって、園芸祭の会場を見渡し、さらにルール地方を広く眺望することが可能になっている。投影卓には、塔から13メートル以上離れている対象物であれば、地平線近くに遠望されるものまで、何でも投影することができる。
- この光学装置は、回転する頂部と可動式の鏡と対物レンズから成っている。
- 鏡は、半径300ミリメートルで自由に動かせる。
- 対物レンズは、レンズ3枚を用いた単焦点システムで、レンズの口径は40ミリメートル、口径比は1:65である。
- 対物レンズから、投影卓までの距離、すなわち、焦点距離は、9メートルである。
- レンズの視野角、画角は、ともに8度である。

## 映画前史博物館

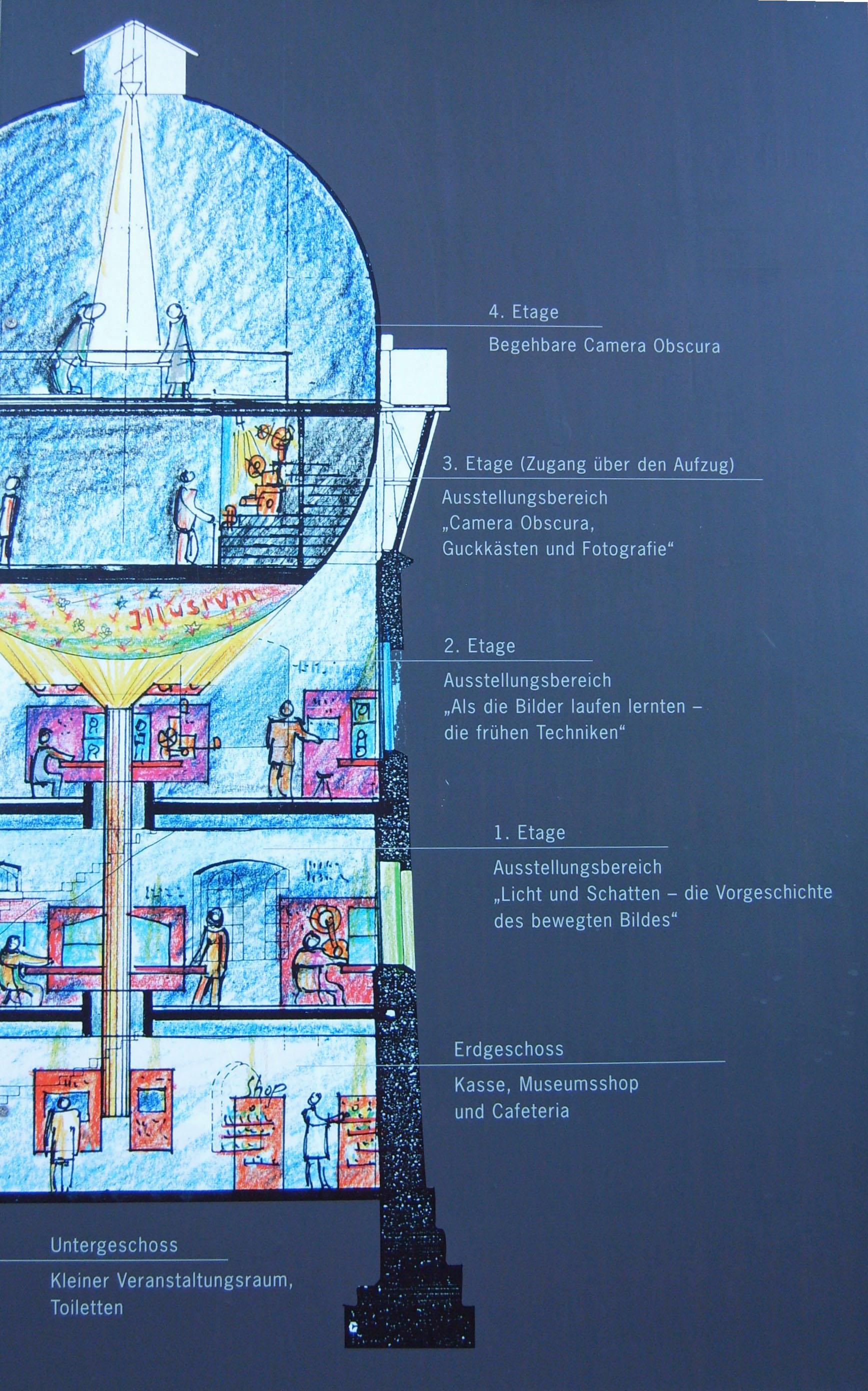
カメラ・オブスクラと博物館の案内図

給水タンクが、内部に入ることができるピンホールカメラという新たな用途に用いられるようになった後も、塔と土台は、短期間だけレストランに使用されたほかは空家になっており、倒壊も危惧された。2005年までかかって、ようやく十分な資金が集まり、博物館とするために、塔の内部の改装と増築が着手された。展示空間のコンセプトは、ハンス＝ヘルマン・ホーフシュタット (Hans-Hermann Hofstadt) によって設計され、博物館は2006年9月に開館した。展示内容の計画は、美術史家で博物館長のトビアス・カウフホルト (Tobias Kaufhold) が、収集家 KH・ W・シュテッケリングス (KH. W. Steckelings) の助言を得ながら進めた。
ヴッパータール産業 KH 水槽以下の 3 つのフロアには、ヴッパータールの実業家 KH・ W・シュテッケリングスが収集した1,100点以上の品が展示されている。1750年から1930年までの期間における、この映画発明以前の技術開発の記録は、「いかにして絵を動かせるようになったのか」を表したものである。展示物の中には、万華鏡、幻灯機、ゾグラスコープ （単眼立体鏡）(zograscope)、フェナキストスコープなど、映画や写真が発明される以前の時代を訪問者に経験させるものがある。